# Suleiman Ali Nashnush
Suleiman Ali Nashnush (en arabe : سليمان علي نشنوش), né le 17 août 1943, à Tripoli, en Libye et décédé le 25 février 1991 est un acteur et un joueur libyen de basket-ball.

## Biographie
Suleiman Ali Nashnush, 2,45 m (8′ 0″), est considéré comme le plus grand basketteur de l'histoire. Il tient un petit rôle dans le film Satyricon de Federico Fellini.